# Esgrima nos Jogos Olímpicos de Verão da Juventude de 2014 - Sabre rapazes
As competições de sabre individual masculino da esgrima nos Jogos Olímpicos de Verão de Verão da Juventude de 2014 foram disputadas a 17 de Agosto no Centro Internacional de Exposições de Nanquim em Nanquim, China. Ivan Ilin (Rússia) foi medalha de Ouro, o sul-coreano Kim Dongju alcançou a medalha de Prata e o Bronze foi para Yan Yinghui da China.

## Medalhistas
| Ouro   | RUS Ivan Ilin   |
| Prata  | KOR Kim Dongju  |
| Bronze | CHN Yan Yinghui |

## Resultados

### Finais
|  | Semifinais        | Semifinais     |   |                   | Final               | Final |  |
|  |                   |                |   |                   |                     |       |  |
|  |                   |                |   |                   |                     |       |  |
|  | RUS Ivan Ilin     | 15             |   |                   |                     |       |  |
|  | TUN Fares Ferjani | 10             |   |                   |                     |       |  |
|  |                   |                |   |                   |                     |       |  |
|  |                   |                |   |                   |                     |       |  |
|  |                   |                |   |                   | RUS Ivan Ilin       | 15    |  |
|  |                   | KOR Kim Dongju | 7 |                   |                     |       |  |
|  |                   |                |   |                   |                     |       |  |
|  |                   |                |   |                   |                     |       |  |
|  |                   |                |   |                   | Disputa pelo bronze |       |  |
|  |                   |                |   |                   |                     |       |  |
|  | KOR Kim Dongju    | 15             |   | TUN Fares Ferjani | 11                  |       |  |
|  | CHN Yan Yinghui   | 8              |   |                   | CHN Yan Yinghui     | 15    |  |